# IGSF6
IGSF6 (англ. Immunoglobulin superfamily member 6) – білок, який кодується однойменним геном, розташованим у людей на 16-й хромосомі. Довжина поліпептидного ланцюга білка становить 241 амінокислот, а молекулярна маса — 27 013.
| 10         |  | 20         |  | 30         |  | 40         |  | 50         |
| ---------- |  | ---------- |  | ---------- |  | ---------- |  | ---------- |
| MGTASRSNIA |  | RHLQTNLILF |  | CVGAVGACTL |  | SVTQPWYLEV |  | DYTHEAVTIK |
| CTFSATGCPS |  | EQPTCLWFRY |  | GAHQPENLCL |  | DGCKSEADKF |  | TVREALKENQ |
| VSLTVNRVTS |  | NDSAIYICGI |  | AFPSVPEARA |  | KQTGGGTTLV |  | VREIKLLSKE |
| LRSFLTALVS |  | LLSVYVTGVC |  | VAFILLSKSK |  | SNPLRNKEIK |  | EDSQKKKSAR |
| RIFQEIAQEL |  | YHKRHVETNQ |  | QSEKDNNTYE |  | NRRVLSNYER |  | P          |

A: Аланін

C: Цистеїн

D: Аспарагінова кислота

E: Глутамінова кислота

F: Фенілаланін

G: Гліцин

H: Гістидин

I: Ізолейцин

K: Лізин

L: Лейцин

M: Метіонін

N: Аспарагін

P: Пролін

Q: Глутамін

R: Аргінін

S: Серин

T: Треонін

V: Валін

W: Триптофан

Локалізований у мембрані.